# アルスターグランプリ
アルスターグランプリ（アルスターGP、Ulster Grand Prix ）は、北アイルランド（アルスター地方）で開催されるオートバイレースである。
1922年に第1回が開催され、1935年と1948年大会はFIMによってヨーロッパ選手権のタイトルが掛けられた。また1949年から1971年までの間はロードレース世界選手権の一戦として組み込まれていた。

## 略史
最初のアルスターGPは1922年10月14日に行われた。1922年から1939年までは、荒れた路面で悪名高い7マイルのストレートを含む20.5マイルの旧クラディ・サーキットで開催された。1947年には、改修されて16.5マイルとなったクラディ・サーキットで行われた。
1949年にロードレース世界選手権シリーズが始まると、アルスターGPはその一戦に組み込まれた。1953年には、7.4マイルのダンドロッドサーキット（ベルファスト近くのダンドロッドの公道コース）に舞台を移している。
1972年、北アイルランド紛争に伴う政局の悪化のため、FIMはアルスターGPをロードレース世界選手権のカレンダーから外す決定を下した。
しかし世界選手権の資格を失ってからもアルスターGP自体はヨーロッパ有数の公道レースイベントとして続けられており、マン島TTレースなどの公道レースで名を馳せたジョイ・ダンロップは通算24勝を挙げている。

## アルスターGPの歴代優勝者
- 以下は世界選手権としてのアルスターGPの優勝者である

| 年   | サーキット   | 50cc     | 125cc              | 250cc              | 350cc            | 500cc              |
| ---- | ------------ | -------- | ------------------ | ------------------ | ---------------- | ------------------ |
| 1949 | クラディ     |          |                    | M.カーン           | F.フリース       | L.グラハム         |
| 1950 | クラディ     |          | C.ウビアリ         | M.カーン           | B.フォースター   | G.デューク         |
| 1951 | クラディ     |          | C.マッキャンドレス | B.ルフォ           | G.デューク       | G.デューク         |
| 1952 | クラディ     |          | C.サンドフォード   | M.カーン           | K.カバナ         | C.マッキャンドレス |
| 1953 | ダンドロッド |          | W.ハース           | R.アームストロング | K.マッドフォード | K.カバナ           |
| 1954 | ダンドロッド |          | R.ホラース         | W.ハース           | R.アム           | R.アム             |
| 1955 | ダンドロッド |          |                    | J.サーティース     | B.ロマス         | B.ロマス           |
| 1956 | ダンドロッド |          | C.ウビアリ         | L.タベリ           | B.ロマス         | J.ハートル         |
| 1957 | ダンドロッド |          | L.タベリ           | C.サンドフォード   | K.キャンベル     | L.リベラーティ     |
| 1958 | ダンドロッド |          | C.ウビアリ         | T.プロヴィーニ     | J.サーティース   | J.サーティース     |
| 1959 | ダンドロッド |          | M.ヘイルウッド     | G.ホッキング       | J.サーティース   | J.サーティース     |
| 1960 | ダンドロッド |          | C.ウビアリ         | C.ウビアリ         | J.サーティース   | J.ハートル         |
| 1961 | ダンドロッド |          | 高橋国光           | B.マッキンタイヤ   | G.ホッキング     | G.ホッキング       |
| 1962 | ダンドロッド |          | L.タベリ           | T.ロブ             | J.レッドマン     | M.ヘイルウッド     |
| 1963 | ダンドロッド |          | H.アンダーソン     | J.レッドマン       | J.レッドマン     | M.ヘイルウッド     |
| 1964 | ダンドロッド |          | H.アンダーソン     | P.リード           | J.レッドマン     | P.リード           |
| 1965 | ダンドロッド |          | E.デグナー         | P.リード           | F.スタストニィ   | D.クレイス         |
| 1966 | ダンドロッド |          | L.タベリ           | G.マロイ           | M.ヘイルウッド   | M.ヘイルウッド     |
| 1967 | ダンドロッド |          | B.アイビー         | M.ヘイルウッド     | G.アゴスチーニ   | M.ヘイルウッド     |
| 1968 | ダンドロッド |          | B.アイビー         | B.アイビー         | G.アゴスチーニ   | G.アゴスチーニ     |
| 1969 | ダンドロッド | A.ニエト |                    | K.キャラザース     | G.アゴスチーニ   | G.アゴスチーニ     |
| 1970 | ダンドロッド | A.ニエト |                    | K.キャラザース     | G.アゴスチーニ   | G.アゴスチーニ     |
| 1971 | ダンドロッド |          |                    | R.マックロー       | P.ウィリアムス   | J.フィンドレイ     |